# Crile (Mondkrater)
Crile ist ein sehr kleiner, tassenförmiger Einschlagkrater im Palus Somni, zwischen dem Mare Crisium im Osten und dem Mare Tranquillitatis im Westen.
Vor seiner Umbenennung durch die Internationale Astronomische Union (IAU) im Jahre 1976 wurde Crile als Proclus F bezeichnet. Der namensgebende Krater Proclus liegt nordnordöstlich.